# The Timid Mr. Tootles
The Timid Mr. Tootles è un cortometraggio muto del 1915 diretto da Sidney Drew.

## Produzione
Il film fu prodotto dalla Vitagraph Company of America.

## Distribuzione
Distribuito dalla General Film Company, il film - un cortometraggio in due bobine - uscì nelle sale cinematografiche statunitensi il 6 aprile 1915.